# E. J. Singler
Edward J. "E. J." Singler (Medford, Oregón, 6 de junio de 1990) es un baloncestista estadounidense que actualmente se encuentra sin equipo. Con 1,98 metros de estatura, juega en la posición de alero. Es hermano del también jugador de baloncesto Kyle Singler.

## Trayectoria deportiva

### Universidad
Jugó cuatro temporadas con los Ducks de la Universidad de Oregón, en las que promedió 10,9 puntos, 5,1 rebotes y 2 asistencias por partido. Fue incluido en el segundo mejor quinteto de la Pac-12 Conference en 2012, y en el primero al año siguiente. Es el octavo jugador en la historia de los Ducks en lograr más de 1500 puntos y 500 rebotes a lo largo de su carrera.

### Profesional
Tras no ser elegido en el Draft de la NBA de 2013, jugó las ligas de verano con los Detroit Pistons, fichando en el mes de septiembre con los Portland Trail Blazers, pero finalmente es descartado antes del comienzo de la temporada.
En el mes de noviembre fichó por los Idaho Stampede de la NBA Development League. Jugó una temporada en la que promedió 14,1 puntos y 4,7 rebotes por partido.
Al año siguiente fichó por el BC Kalev/Cramo de la liga de Estonia. Jugó una temporada en la que promedió 6,9 puntos y 3,4 rebotes por partido. Regresó al año siguiente a los Stampede, donde promedió 7,3 puntos y 3,2 rebotes, hasta que fue traspasado en marzo a los Raptors 905 a cambio de una segunda ronda del draft de 2016.
En septiembre de 2016 fichó por los Toronto Raptors, después de disputar con ellos las ligas de verano. Pero fue despedido el 22 de octubre tras jugar cuatro partidos de pretemporada. El 30 de octubre regresa a los Raptors 905.
El 27 de noviembre de 2017 firma por el s.Oliver Würzburg alemán para el resto de la temporada.
El 12 de septiembre de 2018 firma por el Panionios griego. En enero de 2019 deja el club y en abril firma por los Hawke's Bay Hawks de Nueva Zelanda.
El 26 de julio de 2019 firma por los Brisbane Bullets de Australia.
En febrero de 2020 firma por los Canterbury Rams de Nueva Zelanda, pero debido a la pandemia de COVID-19 y la suspensión de la liga no llegó a unirse al equipo. En enero de 2021, firmó nuevamente de cara a la siguiente temporada de la NBL.

## Vida personal
Su padre, Ed, fue quarterback en la universidad de Oregon State entre 1978 y 1982, mientras que su madre, Kris, jugó al baloncesto universitario también para Oregon State entre 1973 y 1976.
Su hermano mayor, Kyle, es también jugador profesional de baloncesto.